# Do zaliczenia
Do zaliczenia (ang. The To Do List) – amerykańska komedia młodzieżowa z 2013 roku, w reżyserii Maggie Carey. Premiera na świecie odbyła się 26 lipca 2013 roku, a w Polsce 9 sierpnia 2013.

## Fabuła
Kiedy Brandy (Aubrey Plaza) kończy liceum, tworzy listę rzeczy, które musi zrobić przed rozpoczęciem nauki w college’u. Lista zawiera czynności, których nigdy wcześniej nie robiła.

## Obsada
- Aubrey Plaza - Brandy Klark
- Johnny Simmons - Cameron
- Bill Hader - Willy
- Alia Shawkat - Fiona
- Sarah Steele - Wendy
- Scott Porter - Rusty Waters
- Rachel Bilson - Amber
- Christopher Mintz-Plasse - Duffy
- Andy Samberg - Van
- Donald Glover - Derrick
- Adam Pally - Chip
- D.C. Pierson - ratownik
- Dominic Dierkes - ratownik
- Connie Britton - pani Clark
- Clark Gregg - sędzia Clark
- Bryce Clyde Jenkins - Benji
- Nolan Gould - Max